# Patrick Tiernan
Patrick Tiernan (né le 11 septembre 1994 à Longreach) est un athlète australien, spécialiste du fond et du cross-country.